# Sciaena
Sciaena – rodzaj ryb okoniokształtnych z rodziny kulbinowatych (Sciaenidae). Występują głównie na Pacyfiku, w Ameryce Południowej i we wschodnim Atlantyku.

## Klasyfikacja
Gatunki zaliczane do tego rodzaju:
- Sciaena callaensis
- Sciaena deliciosa
- Sciaena umbra – korwin[4], kulbin czarny[4], kulbak czarny[5]
- Sciaena wieneri